# Indian Wells (Kalifornia)
Indian Wells az Amerikai Egyesült Államok egyik városa Kalifornia államban. A települést 1967-ben alapították, lakosainak száma a 2010. évi népszámlálási adatok szerint 4958 fő.

## Sport
A település 1987 óta ad otthont a világ egyik legrangosabb teniszversenyének, az Indian Wells Mastersnek. A tornát márciusban szokták megrendezni, férfiak és nők számára egyaránt. Centerpályájának lelátója 16 100 fő befogadására alkalmas, amely így a világ második legnagyobb teniszstadionja a US Open mérkőzéseinek helyet adó, 22 500 fős befogadóképességű Arthur Ashe stadion mögött.
A város rendelkezik egy jelentős méretű, 36 lyukú golfpályával is.

## Politika
A település szavazópolgárainak száma 2009-es adatok szerint 3027 fő, többségük republikánus szimpatizáns.